# Palatul Eduard Prohaska
Palatul Eduard Prohaska este o clădire istorică situată pe Strada Episcop Alexandru Bonnaz, nr. 14 din Timișoara.
Face parte din Situl urban „Fabric” (II), monument istoric cod LMI TM-II-s-B-06097.

## Istorie
În 1888, Primăria Timișoarei ia decizia de a parcela fostul Vorpark, sau Előpark, și de a scoate loturile de teren la licitație. Dintre acestea, Eduard Prohaska senior (în maghiară: Prohászka Ede) va achiziționa două parcele învecinate: una în 1888, având 190,38 de stânjeni pătrați, contra sumei de 20,11 coroane per stânjen, cumulând un total de 3830 de coroane pentru întreaga parcelă și una în 1892, de 115,47 stânjeni pătrați, la prețul de 20,80 de coroane per stânjen, totalul fiind de 2401 de coroane pentru cea de-a doua parcelă.
Clădirea este finalizată în 1892, detaliu regăsit pe poarta edicifiului.
Eduard Prohaska senior (n. 1827, Moravia - d. 1892, Timișoara) provenea dintr-o familie de morari, tatăl său,  Adam Felix Prohaska (n. 1782 - d. 1857), fiind, de asemenea, proprietar de mori. Eduard Prohaska înființat o companie de morărit, iar în 1863, a preluat și a modernizat Moara János. În a doua jumătate a secolului al XIX-lea, treptat, a reușit să achiziționeze morile György, Mihály, Miklós și József, precum și Moara Gyürki. Acesta s-a căsătorit cu Babetta Kratochwill (n. 17 noiembrie 1846 - d. 14 noiembrie 1938) în 1865, din căsătoria lor rezultând 10 copii.
În 1892, Eduard Prohaska senior moare, afacerea fiind preluată de către fiii săi: Oskar, Viktor, Eduard și Ludwig.
Oskar Prohaska a absolvit școala comercială și a depus mult efort pentru stabilirea, dezvoltarea și extinderea afacerii de familie. 
Viktor Prohaska (n. 1880 - d. 1965, Gmünd, Austria) după absolvirea școlii comerciale din Graz, a practicat la mori străine pentru o perioadă îndelungată de timp, iar la întoarcerea sa acasă a elaborat un plan detaliat pentru drenarea brațelor Begăi care curgeau prin Fabric și pentru canalizarea lor eficientă și utilă. În toamna anului 1944 va fugi din România și se va stabili în Austria.
Eduard Prohaska (n. circa 1873 - d. noiembrie 1942), a condus conglomeratul de mori, implicându-se și în alte afaceri. În ianuarie 1943, după moartea sa, o știre menționa condamnarea sa la două luni de lagăr pentru vânzare de mălai la preț de speculă.
În 1909, prin compania lor, Temesvári műmalom részvénytársaság (care va deveni Eduard Prohaska și fiii), cumpără Moara Elisabeta din Iosefin, cunoscută azi și ca Moara Prohaska.

## Descriere
Clădirea este realizată în stil eclectic istoricist, având trei niveluri. Parterul este tratat cu bosaje proeminente, care acționează ca un soclu pentru întreaga clădire. În centrul zonei, deasupra aparatului de acces, patru pilaștri de factură corintică se înalță pe două nivele. La etajul întâi, ferestrele sunt încadrate diferit, fiind sprijinite pe un panou cu baluștrii, flancate de pilaștri de factură ionică și încoronate de un capitel cu arce. Partea superioară a clădirii se încheie printr-o cornișă proeminentă, bogat decorată cu denticuli și modilioni. În centrul fațadei, deasupra cornișei, se ridică un atic format din trei panouri, cel central fiind decorat cu baluștri. Aparatul de acces prezintă două medalioane cu monogramele "P" și "E", reprezentând inițialele proprietarului, Prohaska Eduard. Portalul se termină într-un arc semicircular, sub care se află un cartuș cu inscripția "1892", marcând anul construirii imobilului.